# Robin Nilsson
Robin Nilsson, né le 15 septembre 1988, est un footballeur suédois. Il évolue au poste de milieu défensif avec le club de Trelleborgs FF.

## Biographie
À l'âge de 16 ans, il rejoint le les jeunes du Malmö FF, puis les professionnels avec lesquelles il fait ses premières apparitions en première division suédoise. Entre 2008 et 2009, il a été prêté à l'IFK Malmö et au Ängelholms FF. 
Ce sera l'équipe Ängelholms FF qui le signera définitivement en 2010, où il restera jusqu'à la fin de la saison 2013. Pendant ce temps, pendant la première partie de la saison 2013, il est prêté au Danemark au Lyngby BK. Il joue avec cette équipe 13 matchs en deuxième division danoise.
À partir de 2014, il milite en première division suédoise avec le Gefle IF, équipe à la recherche d'un remplaçant après le départ d'Alexander Faltsetas. Le 29 mai 2015, il inscrit son premier but première division suédoise contre le BK Häcken.
Une fois le contrat expiré, à partir de 2017, il rejoint le Trelleborgs FF.